# Мимозу-ду-Сул
Мимозу-ду-Сул (порт. Mimoso do Sul)  —  муниципалитет в Бразилии, входит в штат Эспириту-Санту. Составная часть мезорегиона Юг штата Эспириту-Санту. Входит в экономико-статистический  микрорегион Кашуэйру-ду-Итапемирин. Население составляет 26 208 человек на 2007 год. Занимает площадь 867,281 км². Плотность населения - 32,0 чел./км².
Праздник города —  8 июля.

## Статистика
- Валовой внутренний продукт на 2005 составляет 153 599 854 реалов (данные: Бразильский институт географии и статистики).
- Валовой внутренний продукт на душу населения на 2005 составляет 5575,11 реалов (данные: Бразильский институт географии и статистики).
- Индекс развития человеческого потенциала на 2000 составляет 0,742 (данные: Программа развития ООН).

## География
Климат местности: тропический.